# Мольвицкое сражение
Битва при Мольвице (нем. Schlacht bei Mollwitz) — сражение, состоявшееся 10 апреля 1741 года между прусскими войсками под командованием короля Фридриха II и австрийскими войсками под руководством фельдмаршала Рейнхарда фон Нейперга около деревни Мольвиц в Силезии во время Войны за австрийское наследство.

## Перед сражением
Первая Силезская война началась вторжением (23 декабря 1740 года) Фридриха Великого в Силезию, движение по которой не встретило никакого сопротивления, так как австрийских войск в крае почти не было. Крепость Глогау, Нейссе и Бриг были обложены, город Олау взят, вольный имперский город Бреслау вынужден был принять нейтралитет.
Для обратного отвоевывания Силезии, австрийское правительство собрало в Ольмюце армию фельдмаршала Нейперга (25 тысяч человек). К началу кампании австрийцами, пруссаки заняли уже всю верхнюю Силезию до реки Нейссы и расположились на зимних квартирах за рекой Оппой, вдоль по границе Моравии, растянувшись до границ Венгрии. Нейперг искусно воспользовался растянутым квартирным расположением прусской армии. Сосредоточив все свои силы против её центра у Иегерндорфа и прикрывшись с фронта цепью многочисленных легких войск, Нейперг двинулся через Цукмантель к Нейссе и Бригу, имея в виду прорвать в средине длинную линию пруссаков, вынудить их снять блокаду Нейссе и овладеть в Олау осадной артиллерией, а в Бреслау захватить прусские магазины. Нейперг вполне успел в первом: прорвал прусскую армию, разъединил оба её крыла и имел много шансов разбить пруссаков, если бы двигался быстрее и тем не дал Фридриху времени не только избежать угрожавшей ему опасности, но и обратить смелое движение Нейперга ему же во вред. Однако, полное сосредоточение прусской армии было уже невозможно, поэтому правое её крыло (7 тысяч человек), герцога Гольштейнского, при Франкенштейне отступило к Штрелену, а с левым крылом (24 тысячи человек) сам Фридрих поспешил фланговым маршем вправо через реку Нейссу к Олау, с целью предупредить Нейперга на пути к Бригу.

## Состав сил и развёртывание
Обе армии были почти равносильны (австрийцы — 25 тысяч, пруссаки — 24 тысячи человек); однако, австрийская имела больше конницы, а прусская — больше пехоты и артиллерии. Нейперг медленно начал восстанавливать сообщения с Бригом.
9 апреля австрийская армия прибыла, наконец, к Мольвицу и заняла в окрестностях квартиры, при чём, полагая, что пруссаки ещё далеко, не выставила форпостов. Фридрих 8 апреля перешел реку Нейссу при Михелау и Левене, с намерением двинуться к Гроткау, когда узнал о близости австрийской армии. Имея в виду важное значение для себя города Олау, находящегося в 20 километрах от Мольвица, Фридрих решил обеспечить этот пункт сражением у Мольвица. Прусская армия, двигаясь 5 колоннами, 10 апреля достигла селения Гермсдорфа и примкнула правым крылом к этому селению, построившись в 2 линии. В 1-й — 20 батальонов и 20 эскадронов, во 2-й — 11 батальонов и 9 эскадронов, в резерве — 3 гусарских эскадрона; 1-й линией командовал фельдмаршал Шверин, 2-й — принц Леопольд Дессаусский.
По недостатку места для развертывания 1-й линии, 3 батальона были расположены на правом крыле между 1 и 2-й линиями, перпендикулярно к ним. Кроме того, в виду превосходства австрийской конницы, Фридрих, по примеру Густава-Адольфа, распределил 2 батальона гренадеров в интервалах между конницей. В таком порядке прусская армия под покровом утреннего тумана скрытно приблизилась к австрийскому лагерю у Мольвица и могла бы захватить врасплох австрийцев, если бы комендант Брига не предупредил их запуском ракет. Вместо того, чтобы использовать удобный момент и сразу же атаковать спящий лагерь противника, неопытный прусский король приказал своим войскам выстроиться в боевой порядок, тем самым упустив инициативу.

## Ход битвы

План сражения при Мольвице

Австрийская пехота стала поспешно выступать из Лаугвица и Мольвица, конница правого крыла, генерала Ремера, из Мерцдорфа и выстраиваться перед Мольвицем. Таким образом, Нейперг, вынужденный строить свою армию в боевой порядок под огнём прусской артиллерии, подвергался опасности быть разбитым по частям.
При этих трудных обстоятельствах Ремер, с целью дать прочим войскам время построиться, к часу пополудни атаковал с конницей левого крыла конницу правого прусского крыла. Прусская конница не выдержала натиска, одна её часть бросилась на 2-ю линию, другая мчалась вдоль 1-й линии и обе преследовались австрийцами, по которым 1-я линия прусской пехоты открыла огонь. Тогда австрийская конница обратилась на неё и привела в беспорядок несколько батальонов, но не могла в них врубиться.
2-я линия пруссаков, атакованная с тыла австрийской конницей, повернулась кругом и с большим спокойствием отбила атаку. Попытка австрийской конницы опрокинуть правофланговые батальоны, стоявшие между линиями, также не удалась. При этих атаках Ремер был убит, его конница, приведенная в расстройство, обратилась в бегство, несясь между обеими прусским линиями к своему правому флангу, куда и прибыла с большими потерями.
Между тем, Фридрих, видя свою конницу разбитой, а пехоту в колебании, посчитал, что сражение проиграно и ускакал в Олау с эскадроном жандармов, поручив докончить дело Шверину, который, принял командование и быстро привел в порядок пехоту.
На правом фланге прусской армии царил хаос, однако около 4 часов дня, притянув к правому флангу 1-й линии гренадерские батальоны, действовавшие в интервалах кавалерии, и приказав им обеспечивать правый фланг от охвата, Шверин, воодушевив солдат, перешел в наступление. Прусская пехота продвигалась вперед и стреляла в большом порядке и со скоростью, неизвестной до того в других армиях, благодаря выучке и вновь введенным железным шомполам. Австрийцы, у которых в суматохе ломались деревянные шомпола, не могли отвечать учащенной стрельбой и столпились в густые массы, в которых прусская артиллерия производила большие опустошения.
Австрийский генерал Берлихинген, желая остановить наступление прусской пехоты, атаковал вновь с конницей правого крыла левый фланг пруссаков. Вторично прусская конница была опрокинута, но снова прусская пехота стойко отразила австрийских конников.
Между тем, Нейперг пытался собрать конницу убитого Ремера, чтобы при её помощи восстановить порядок в пехоте и перейти в наступление; однако, усилия его были безрезультатны.
В это время Шверин решительно двинул прусские полки с барабанным боем вперед. Австрийцы заколебались, а некоторые полки обратились в бегство. В 7 часов вечера, после тщетных стараний остановить бегущих, Нейперг приказал начать отступление к Мольвицу, под прикрытием конницы Берлихингена. Но Шверин вынудил его отступать далее через Гроткау к Нейссе. Шверин остановился у Мольвица. Этому обстоятельству, а также бездействию Олаусского гарнизона и герцога Гольштинского, прибывшего 10 апреля с 7 тысячами человек к Стрелену, австрийская армия была обязана своим спасением.
Потери сторон оказались почти равны: австрийцы потеряли 4550 человек убитыми, ранеными и пленными; у пруссаков выбыло из строя 4660 человек.

## Оценка сражения
Производя оценку сражения при Мольвице, сам Фридрих признавал, что победа куплена дорогой ценой; этот бой произвел на него большое впечатление и явился как бы полководческой школой для молодого короля и его войск. Король много размышлял впоследствии о своих ошибках. Действительно, сражение это, будучи со стратегической точки зрения вполне целесообразным, в тактическом отношении, в виду отсутствия управления, является беспорядочным. Бой не развивался в духе внутренней цельности, и победа начала склоняться на сторону пруссаков лишь тогда, когда управление боем перешло в руки опытного Шверина.
Главная ошибка Фридриха относится к завязке боя. Подойдя к Мольвицу, где неприятель стоял по квартирам без должного охранения, Фридрих вместо того, чтобы наступать и прорвать расположение австрийцев, потерял 2 часа на методичное построение боевого порядка; если бы он немедленно атаковал Мольвиц, то захватил бы большую часть австрийской пехоты. Австрийцы воспользовались этой проволочкой и начали выигрывать время для своего подготовления к бою действием своей численно превосходной конницы, чем вырвали инициативу у пруссаков, а неопытный король не смог справиться с управлением боя. Знаменитая впоследствии конница Фридриха была также ещё малоподвижна и не искусна в маневрировании. Таким образом, сражение было выиграно исключительно благодаря стойкости пехоты и её железной дисциплине, а применение железных шомполов облегчило её действия.